# Fiedora Puszyna
Fiedora Andriejewna Puszyna (ros. Федора Андреевна Пушина, ur. 13 listopada 1923 we wsi Tukmaczi w Udmurcji, zm. 6 listopada 1943 we wsi Swiatoszyno, obecnie część Kijowa) – radziecka felczerka wojskowa, Bohater Związku Radzieckiego (1944).

## Życiorys
Urodziła się w ukraińskiej rodzinie robotniczej. Skończyła 7 klas i szkołę felczerską w Iżewsku, pracowała w szpitalu.
Od 1942 służyła w Armii Czerwonej, od sierpnia 1942 była na froncie wojny z Niemcami, była felczerką 520. pułku piechoty 167 Dywizji Strzeleckiej w składzie 38 Armii i 1 Frontu Ukraińskiego w stopniu lejtnanta służby medycznej. Udzieliła pomocy wielu rannym żołnierzom. 6 listopada 1943 po bombardowaniu przez Niemców wsi Swiatoszyno (nalot wywołał pożar), gdzie znajdowało się wielu rannych, wraz z innym lejtnantem służby medycznej Nikołajem Kopytionkowem wynosiła rannych z płonącego domu, jednak sama doznała ciężkich poparzeń i zmarła tego samego dnia. Była odznaczona Orderem Czerwonej Gwiazdy. 10 stycznia 1944 została pośmiertnie uhonorowana tytułem Bohatera Związku Radzieckiego i Orderem Lenina.